# Aubéguimont
Aubéguimont település Franciaországban, Seine-Maritime megyében. Lakosainak száma 177 fő (2022. január 1.). Aubéguimont Saint-Martin-au-Bosc, Marques, Richemont és Vieux-Rouen-sur-Bresle községekkel határos.

## Népesség
A település népességének változása:
| Lakosok száma | 202  | 201  | 197  | 192  | 187  | 186  | 182  | 177  |
|               | 2013 | 2015 | 2017 | 2018 | 2019 | 2020 | 2021 | 2022 |